# Rudolf Simek

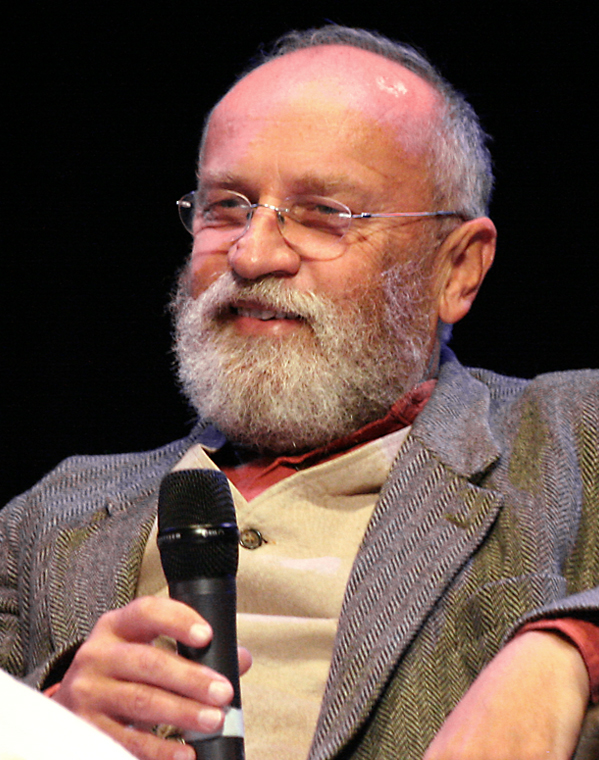
Rudolf Simek (2012)

Rudolf Simek (* 21. Februar 1954 in Eisenstadt) ist ein österreichischer Philologe, Skandinavist und germanistischer Mediävist.

## Leben und Laufbahn
Von 1972 bis 1976 studierte Simek Germanistik, Philosophie und katholische Theologie. Im Jahr 1976 war er zunächst für kurze Zeit als Lehrer an einer Hauptschule tätig, ehe er an der University of Edinburgh bis 1979 Lektor war. Nach der Promotion 1980 und dem Magister der Theologie 1981 an der  Universität Wien, wo er sich 1990 habilitierte, leitete Simek bis 1995 die Fachbibliothek des dortigen germanistischen Instituts und war von 1981 bis 1989 als Dozent tätig. Die Dozentenstelle behielt er bis 1995. Von 1990 bis 1995 hatte Simek gleichzeitig eine Professur für Germanistik an der päpstlichen Hochschule Heiligenkreuz inne.
Seit 1995 ist er Professor und Lehrstuhlinhaber für Ältere Germanistik mit Einschluss des Nordischen an der Universität Bonn. 1999 erhielt er eine Gastprofessur für Vergleichende Religionswissenschaft an der Universität Tromsø, 2000 an der Universität Sydney für Altnordische Studien. Hinzu kamen zahlreiche kürzere Gastprofessuren und Dozentenstellen an europäischen und außereuropäischen universitären Bildungsstätten. Längere Forschungsaufenthalte hatte er an den Hochschulen von Reykjavík, Kopenhagen, London, Oxford und Sydney. Von 2000 bis 2003 war Simek Vorsitzender der Internationalen Saga-Gesellschaft.
In seiner Eigenschaft als Fachmann insbesondere zu den Themenkreisen Wikinger, germanische Mythologie, Skandinavistik und Mittelalter wirkte Simek in diversen TV-Dokumentationen mit, u. a. für arte, den WDR und in der Reihe Terra X (ZDF). Zuletzt führte er 2016 durch die mehrteilige Serie Unsere Alpen auf ServusTV, in der die Geschichte der Menschen in den Alpen aus historischer und kulturgeschichtlicher Perspektive betrachtet wird.
Simek ist die direkte Vorlage für die Figur des „Professor Weissinger“ in Tommy Krappweis’ Romantrilogie Mara und der Feuerbringer, für die er auch als wissenschaftlicher Berater fungierte und das begleitende Glossar verfasste. Darüber hinaus spielt er in der gleichnamigen Verfilmung 2015 die Rolle des Lehrers Haase. Aus der langjährigen Zusammenarbeit mit Krappweis entwickelte sich das Vortragsprogramm Fantasy & Wissenschaft, mit dem Krappweis und Simek auf Conventions und Literaturveranstaltungen auftreten und über ihre Zusammenarbeit, nordische Mythologie und Phantastik erzählen.

## Wissenschaftlicher Beitrag
Simek forscht und lehrt zur germanischen Mythologie und Religionen, zu den mittelalterlichen Sprachen und Kulturen Skandinaviens, der Renaissance des 12. Jahrhunderts und ihrer Literatur, zu den religiösen, mystischen und visionären Texten des Hochmittelalters, den volkssprachlichen Wissenschaftstexten des Mittelalters mit besonderem Blick auf die Naturwissenschaften, zu spätmittelalterlicher Reise- und autobiographischer Literatur sowie zur Literatur in den geographischen Randgebieten des (heutigen) deutschen Sprachraums. Simek hat zahlreiche Beiträge zum Reallexikon der Germanischen Altertumskunde und dem Lexikon des Mittelalters verfasst. Er ist Herausgeber der mediävistischen Reihe Studia Medievalia Septentrionalia.
Simek befasste sich auch mit kulturwissenschaftlichen Forschungen zur spätmittelalterlichen Astronomie, besonders zu Johannes von Gmunden, zur Wikingerzeit und zur mittelalterlichen Darstellung von Monstern und Dämonen.
2013 erhielt Simek die Ehrendoktorwürde der Universität Rzeszów.

## Schriften (Auswahl)
- Die Schiffsnamen, Schiffsbezeichnungen und Schiffskenningar im Altnordischen. Halosar, Wien 1982, ISBN 3-900269-13-0 (= Wiener Arbeiten zur germanischen Altertumskunde und Philologie. Band 14, Dissertation, Universität Wien, 1980).
- Lexikon der germanischen Mythologie. Kröner, Stuttgart 1984, ISBN 3-520-36801-3 (= Kröners Taschenausgabe. Band 368, Leseprobe; PDF; 65 kB), 4. Aufl. 2021, ISBN 978-3-520-36805-8.
- mit Hermann Pálsson: Lexikon der altnordischen Literatur. Kröner, Stuttgart 1987, ISBN 3-520-49001-3 (= Kröners Taschenausgabe. Band 490).
- Altnordische Kosmographie. Studien und Quellen zu Weltbild und Weltbeschreibung in Norwegen und Island vom 12. bis zum 14. Jahrhundert. De Gruyter, Berlin/New York 1990, ISBN 3-11-012181-6 (= Reallexikon der Germanischen Altertumskunde. Ergänzungsbände, Band 4).
- Erde und Kosmos im Mittelalter: Das Weltbild vor Kolumbus. C. H. Beck, München 1992, ISBN 3-406-35863-2.
- mit Stanislav Mikulásek: Kleines Lexikon der tschechischen Familiennamen in Österreich. Pädagogischer Verlag, Wien 1995, ISBN 3-215-11649-9.
- Die Wikinger. C. H. Beck, München 1998, ISBN 3-406-41881-3 (= C. H. Beck Wissen).
- Religion und Mythologie der Germanen. Theiss, Stuttgart 2003, ISBN 3-8062-1821-8.
- Götter und Kulte der Germanen. C. H. Beck, München 2004, ISBN 3-406-50835-9 (= C. H. Beck Wissen).
- Mittelerde. Tolkien und die germanische Mythologie. C. H. Beck, München 2005, ISBN 3-406-52837-6.
- Der Glaube der Germanen. Lahn-Verlag, Limburg/Kevelaer 2005, ISBN 3-7867-8495-7 (= Grundwissen Religion).
- Die Germanen. Reclam, Stuttgart 2006, ISBN 3-15-017051-6 (= Reclams Universal-Bibliothek. Nr. 17051).
- Die Edda. C. H. Beck, München 2007, ISBN 978-3-406-56084-2 (= C. H. Beck Wissen).
- Ewige Orte. Reliquien und heiligen Stätten in Wien. Metro, Wien 2007, ISBN 978-3-902517-64-7.
- Artus-Lexikon. Mythos und Geschichte, Werke und Personen der europäischen Artusdichtung. Reclam, Stuttgart 2012, ISBN 978-3-15-010858-1.
- Die Schiffe der Wikinger. Reclam, Stuttgart 2014, ISBN 978-3-15-010999-1.
- Monster im Mittelalter. Die phantastische Welt der Wundervölker und Fabelwesen. Böhlau, Köln, Weimar, Wien 2015. ISBN 978-3-412-21111-0.
- Vinland! Wie die Wikinger Amerika entdeckten. C. H. Beck, München 2016, ISBN 978-3-406-69720-3.
- Trolle. Ihre Geschichte von der Mythologie bis zum Internet. Böhlau, Köln/Weimar/Wien 2018, ISBN 978-3-412-50743-5.
- Die Geschichte der Normannen. Von Wikingerhäuptlingen zu Königen Siziliens. Reclam, Ditzingen 2018, ISBN 978-3-15-011174-1.
- als Herausgeber, mit Valerie Broustin und Jonas Zeit-Altpeter: Sagas aus der Vorzeit. Von Wikingern, Berserkern, Untoten und Trollen, 3 Bände. Alfred Kröner Verlag, Stuttgart 2020
  - Band 1: Heldensagas. ISBN 978-3-520-61301-1.
  - Band 2: Wikingersagas. ISBN 978-3-520-61401-8.
  - Band 3: Trollsagas. ISBN 978-3-520-61501-5.
  - Band 4: Märchensagas. ISBN 978-3-520-61801-6.
- Dämonen, Teufel, Hexenglaube. Böse Geister im europäischen Mittelalter. Böhlau, Wien 2023, ISBN 978-3-205-21678-0.